# قضیه میلمن
قضیه میلمن (انگلیسی: Millman's theorem) یا نظریهٔ ژنراتورهای موازی روشی برای ساده‌سازی حل مدار الکتریکی است. این قضیه بیشتر در محاسبهٔ ولتاژ در انتهای مدارهای سری و موازی بکار می‌رود.
نام گذاری این قضیه به مناسبت اثبات آن توسط ژاکوب میلمن است.

## مثال
قضیه میلمن بیان می‌کند که ولتاژ انتهای مدار روبرو از رابطهٔ زیر بدست می‌آید:
{\displaystyle v={\frac {\sum _{}{\frac {\pm e_{k}}{R_{k}}}+\sum _{}\pm a_{m}}{\sum _{}{\frac {1}{R_{k}}}+\sum _{}{\frac {1}{R_{i}}}}}}